# 東北工業大学建築学部・大学院建築学研究科
東北工業大学建築学部（とうほくこうぎょうだいがくけんちくがくぶ、Faculty of Architecture）は、東北工業大学に開設されている建築学部。東北工業大学大学院建築学研究科（とうほくこうぎょうだいがくだいがくいんけんちくがくけんきゅうか、Graduate School of Architecture）は、東北工業大学大学院に開設されている建築学に関する研究科。

## 沿革
- 1964年 東北工業大学開学。工学部創設
- 1966年 工学部に建築学科を増設
- 1992年 大学院工学研究科 修士課程（博士前期課程）建築学専攻を開設
- 1994年 東北工業大学大学院 工学研究科 博士（後期）課程の建築学専攻開設
- 2020年 工学部の建築学科を母体に建築学部創設。工学研究科の建築学専攻を母体に建築学研究科を創設

## 学部組織
建築学部
- 建築学科

## 大学院
建築学研究科
- 建築学専攻博士前期課程
  - 建築史・意匠分野　
  - 環境計画分野
  - 構造災害制御工学分野　
  - 建築生産工学分野
  - 制振構造学分野
- 建築学専攻博士後期課程
  - 建築文化史分野　
  - 環境計画分野
  - 制振構造学分野　
  - 建築生産工学分野